# Francisca Celsa dos Santos
Francisca Celsa de Santos (Cascavel, 21 de octubre de 1904-Fortaleza, 5 de octubre de 2021) fue una supercentenaria brasileña conocida por haber sido, hasta el momento de su muerte, la persona viva más longeva de Brasil, la persona viva más longeva de Latinoamérica, la tercera persona viva más longeva del mundo y la duodécima primera persona más longeva de todos los tiempos además de ser la brasileña más longeva de todos los tiempos así como la persona latinoamericana más longeva de todos los tiempos. Su edad fue validada por el Gerontology Research Group el 9 de julio de 2020.

## Biografía
Francisca Celsa dos Santos nació en Cascavel, Estado de Ceará, el 21 de octubre de 1904 siendo hija de Raimundo Gertrudes dos Santos y Maria Antonia do Espirito Santo.
Cerca de 1935, se casó con Raimundo Celso (1905-1979) y tuvieron 6 hijos: Maria Celsa (nacida en 1935), Raimundo Celso (1936-fallecido), Jose Celso dos Santos (1939-fallecido), Gerson Celso dos Santos (1940-fallecido), Maria Nazete (nacida en 1946) y Maria Zelia (nacida en 1948).
Luego de la muerte de su esposo el 4 de septiembre de 1979, se fue a vivir a Messejana (región metropolitana de Fortaleza) para vivir con su hija Maria Nazete.

### Longevidad
La edad de Celsa dos Santos fue oficialmente validada por el GRG el 9 de julio de 2020 contando en ese entonces con 115 años y 262 días de edad, esta validación la convirtió oficialmente en ese momento en la vigésimo sexta persona más longeva de todos los tiempos en la persona viva más longeva de Brasil y de América del Sur (título que le correspondía desde la muerte de la también brasileña Luzia Mohrs el 16 de octubre de 2017) y en la brasileña más longeva de todos los tiempos, superando el record de 114 años y 347 días establecido por Maria Gomes Valentim y que fue superado por Celsa dos Santos desde el 4 de octubre de 2019.
Ella entró en el top 20 de las personas más longevas de todos los tiempos en 15 de diciembre de 2020 por haber superado la edad del japonés Jiroemon Kimura de 116 años y 54 días.
Su ingreso al top 15 de las personas más longevas de todos los tiempos se produjo el 25 de julio de 2021, cuando superó los 116 años y 276 días alcanzados por la japonesa Gertrude Weaver.
Un día antes de morir se convirtió en la persona latinoamericana más longeva de todos los tiempos al conseguir superar los 116 años y 347 días alcanzados por la ecuatoriana María Heredia Lecaro.

### Fallecimiento
Celsa dos Santos falleció en su casa, en el barrio de Messejana el 5 de octubre de 2021 a la edad de 116 años y 349 días como consecuencia de una neumonia por la cual no fue hospitalizada.